# Gemelliporidra belikina
Gemelliporidra belikina är en mossdjursart som beskrevs av Winston 1984. Gemelliporidra belikina ingår i släktet Gemelliporidra och familjen Hippaliosinidae. Inga underarter finns listade i Catalogue of Life.